# Niederwaldkirchen
Niederwaldkirchen ist eine Marktgemeinde in Oberösterreich im Bezirk Rohrbach im oberen Mühlviertel mit 1873 Einwohnern (Stand 1. Jänner 2024). Die Gemeinde liegt im Gerichtsbezirk Rohrbach.

## Geographie
Niederwaldkirchen liegt auf einer Höhe von 525 m ü. A. im südöstlichen Teil des Bezirks Rohrbach im oberen Mühlviertel. Bezogen auf die naturschutzfachliche Raumgliederung gehört nahezu das gesamte Gemeindegebiet zum Zentralmühlviertler Hochland, lediglich der äußerste Nordosten von Niederwaldkirchen ist Teil der Südlichen Böhmerwaldausläufer. Die Ausdehnung beträgt von Nord nach Süd 6,9 und von West nach Ost 8 Kilometer, die Gesamtfläche umfasst 28,21 Quadratkilometer. Niederwaldkirchen ist damit die flächenmäßig siebtgrößte Gemeinde des Bezirks Rohrbach. Mit 62 Einwohnern pro km² lag die Gemeinde 2013 im Mittelfeld der Gemeinden des Bezirks. Das Gemeindegebiet erstreckt sich über eine durchschnittliche Seehöhe von 500 bis 600 Meter und war 2001 zu 21 Prozent bewaldet, 73 Prozent der Fläche wurden landwirtschaftlich genutzt. Im Vergleich mit dem Bundesland Oberösterreich ist Niederwaldkirchen damit deutlich weniger bewaldet als der Landesschnitt (Oberösterreich: 38,3 Prozent) bzw. besteht wesentlich mehr landwirtschaftliche Nutzfläche (Oberösterreich: 49,3 Prozent). Der Anteil sonstiger Nutzungen (Bauflächen, Gärten, Gewässer und anderes) liegt mit rund 6 Prozent deutlich hinter dem oberösterreichischen Durchschnitt von 13,8 Prozent. Die tiefstgelegenen Punkte des Gemeindegebiets befinden sich im äußersten Süden auf rund 470 m ü. A. Die höchsten Erhebungen liegen auf rund 800 m ü. A. an der nordöstlichen Gemeindegrenze am Hansberg. Nachbargemeinden sind St. Martin im Mühlkreis im Südosten, Kleinzell im Mühlkreis im Westen, St. Ulrich im Mühlkreis im Norden, St. Johann am Wimberg im Nordosten und St. Veit im Mühlkreis im Osten. Im Süden grenzt Niederwaldkirchen an die Gemeinde Herzogsdorf, die zum Bezirk Urfahr-Umgebung gehört.

### Geologie und Böden
Die Landschaft des Gemeindegebietes ist ein Teil der Böhmischen Masse. Die Landschaft fällt dabei von Norden nach Süden vom Böhmerwald bis zur Donau hin ab und ist durch tiefeingeschnittene Bäche geprägt. Die Böhmische Masse geht dabei auf ein sehr altes Gebirge zurück, das durch die Variszische Gebirgsbildung im Paläozoikum (Karbon) entstand, wobei es zur Bildung von Graniten und Gneisen kam. Nach der starken Erodierung des ehemaligen Hochgebirges kam es während der Alpidischen Gebirgsbildung im Tertiär zur Aufhebung der Böhmischen Masse um mehrere 100 Meter, wodurch Brüche und Störungen entstanden. In weiterer Folge kam es im Tertiär und Quartär zur Ablagerung von Sedimenten. Das Gemeindegebiet liegt im Auslaufgebiet des Linzerwaldes und erstreckt sich vom Fuße des Hansbergs nach Süden, wobei das Pesenbachtal die Gemeinde in Nord-Süd-Richtung in zwei Teile teilt. Das Ausgangsmaterial der Bodenbildung sind magmatische Gesteine wie Granite (Mauthausener und Weinsberger Granit), Ganggesteine (Pegmatite, Aplite usw.) und Hüllengesteine (Perlgneis, basische Mischgneise, Schiefergneise). Die Böden sind im Allgemeinen leicht, basenarm und sauer. Landwirtschaftliche Nutzflächen weisen meist mittelgründige, mäßig trockene bzw. tiefgründige und gut mit Wasser versorgte kalkfreie Böden aus Felsbraunerden aus feinkörnigem Silikatgestein (Mauthausener Granit, Perlgneis) oder aus grobkörnigem Silikatgestein (Weinsberger Granit oder Porphyrgneis) auf. Die sandig-lehmigen Felsbraunerden sind dabei nur teilweise von einzelnen größeren Steinen durchsetzt. Auf Verebnungsflächen sind zudem pseudovergleyte Lockersediment-Braunerden und Reliktpseudogleye anzutreffen. Des Weiteren bestehen in Mulden und Gräben durch Grundwasser und Hangwasser beeinflusste vergleyte Lockersediment-Braunerden und Gleye. Zudem bestehen im Talbereich der Bäche kalkfreie Gley-Böden.

### Gemeindegliederung
Das Gemeindegebiet umfasst folgende Ortschaften (in Klammern Einwohnerzahl Stand 1. Jänner 2024):
- Allersdorf (178)
- Baumgartsau (106)
- Drautendorf (275)
- Erdmannsdorf (67)
- Koth (31)
- Niederwaldkirchen (712)
- Schindlberg (71)
- Steinbach (129)
- Uttendorf (108)
- Witzersdorf (62)
- Wolkersdorf (62)
- Zeißendorf (72)

Die politische Gemeinde Niederwaldkirchen wird in die Katastralgemeinden Allersdorf, Drautendorf und Niederwaldkirchen unterteilt.

### Nachbargemeinden
| Kleinzell im Mühlkreis  | St. Ulrich im Mühlkreis                     | St. Johann am Wimberg |
| St. Martin im Mühlkreis | Kompassrose, die auf Nachbargemeinden zeigt | St. Veit im Mühlkreis |
|                         | Herzogsdorf (UU)                            |                       |

## Geschichte
Ursprünglich im Ostteil des Herzogtums Bayern liegend, gehörte der Ort seit dem 12. Jahrhundert zum Herzogtum Österreich. Seit 1490 wird er dem Fürstentum Österreich ob der Enns zugerechnet.
Während der Napoleonischen Kriege war der Ort mehrfach besetzt.
Seit 1918 gehört der Ort zum Bundesland Oberösterreich. Nach dem Anschluss Österreichs an das Deutsche Reich am 13. März 1938 gehörte der Ort zum Gau Oberdonau. Nach 1945 erfolgte die Wiederherstellung Oberösterreichs.
Ursprünglich war die Gemeinde ab 1850 Teil des Gerichtsbezirks Neufelden, nach dessen Auflösung wurde sie jedoch per 1. Jänner 2003 dem Gerichtsbezirk Rohrbach zugeschlagen.
→ Burgruine Steinbach
→ Burgstall Aigelsberg

## Bevölkerung

### Bevölkerungsstruktur
2013 lebten in der Gemeinde 1.744 Menschen, womit Niederwaldkirchen die zehntbevölkerungsreichste Gemeinde des Bezirks war. Ende 2001 waren 98,7 Prozent der Bevölkerung österreichische Staatsbürger (Oberösterreich 92,8 Prozent, Bezirk Rohrbach 96,9 Prozent), bis zum Jahresbeginn 2013 stieg der Wert auf 98,4 Prozent (Oberösterreich 91,1 Prozent, Bezirk Rohrbach 96,9 Prozent) an. Insgesamt wurden 2013 in der Gemeinde 28 Ausländer gezählt, die zu 75 Prozent aus Europa stammten. Insgesamt lebten in Niederwaldkirchen 2013 44 Menschen mit einem ausländischen Geburtsland. Zur römisch-katholischen Kirche bekannten sich 2001 97,0 Prozent der Einwohner (Oberösterreich: 88,6 Prozent), 1,6 Prozent waren ohne Bekenntnis, 0,4 Prozent islamischen Glaubens und 0,1 Prozent evangelisch.
Der Altersdurchschnitt der Gemeindebevölkerung lag 2001 ungefähr im Landesdurchschnitt. 19,4 Prozent der Einwohner von Niederwaldkirchen waren jünger als 15 Jahre (Oberösterreich: 18,8 Prozent), 64,0 Prozent zwischen 15 und 59 Jahre alt (Oberösterreich: 61,6 Prozent). Der Anteil der Einwohner über 59 Jahre lag mit 16,6 Prozent unter dem Landesdurchschnitt von 20,2 Prozent. Der Altersdurchschnitt der Bevölkerung von Niederwaldkirchen veränderte sich in der Folge vor allem in den ersten zwei Segmenten. Der Anteil der unter 15-Jährigen sank per 1. Jänner 2013 auf 16,8 Prozent, während sich der Anteil der Menschen zwischen 15 und 59 Jahren auf 68,1 Prozent deutlich erhöhte. Der Anteil der über 59-Jährigen fiel leicht auf 15,1 Prozent. Nach dem Familienstand waren 2001 51,1 Prozent der Einwohner von Niederwaldkirchen ledig, 41,5 Prozent verheiratet, 5,4 Prozent verwitwet und 2,0 Prozent geschieden.

### Bevölkerungsentwicklung
Die Bevölkerungsentwicklung der Gemeinde Niederwaldkirchen verlief seit 1869 analog zur Bevölkerungsentwicklung des Bezirks Rohrbach. So fiel die Einwohnerzahl zwischen 1869 und 1923 zunächst um rund 10 Prozent, stagnierte in der Folge bis zur Mitte des 20. Jahrhunderts um danach bis zum Anfang der 1990er Jahre wieder zu steigern. Seitdem stagniert die Einwohnerzahl von Niederwaldkirchen. Insgesamt stieg die Bevölkerungszahl der Gemeinde zwischen 1869 und 2013 nur um 5 Prozent. Wesentlich für die Entwicklung der Bevölkerung war in den letzten Jahrzehnten die Höhe der Abwanderung, während die Geburtenbilanz stark positiv war. Während in der Gemeinde in den 1970er Jahren ein sehr hoher Geburtenüberschuss erzielt wurde, stieg die Einwohnerzahl auf Grund der starken Abwanderung nur leicht an. Nachdem die Abwanderung in den 1980er Jahren fast auf Null zurückgegangen war, konnte die Gemeinde auch ein starkes Bevölkerungsplus aufweisen. In den 1990er Jahren halbierte sich der Geburtenüberschuss gegenüber den Vorjahrzehnten, während die Abwanderung wieder zunahm. Seit dem Jahrtausendwechsel stieg die Abwanderung erneut an, wodurch es in den letzten Jahren zu einem Rückgang der Einwohnerzahl kam. Zwar stieg auch der Geburtenüberschuss, dieser fiel jedoch weniger stark aus als die Abwanderung.

## Kultur und Sehenswürdigkeiten

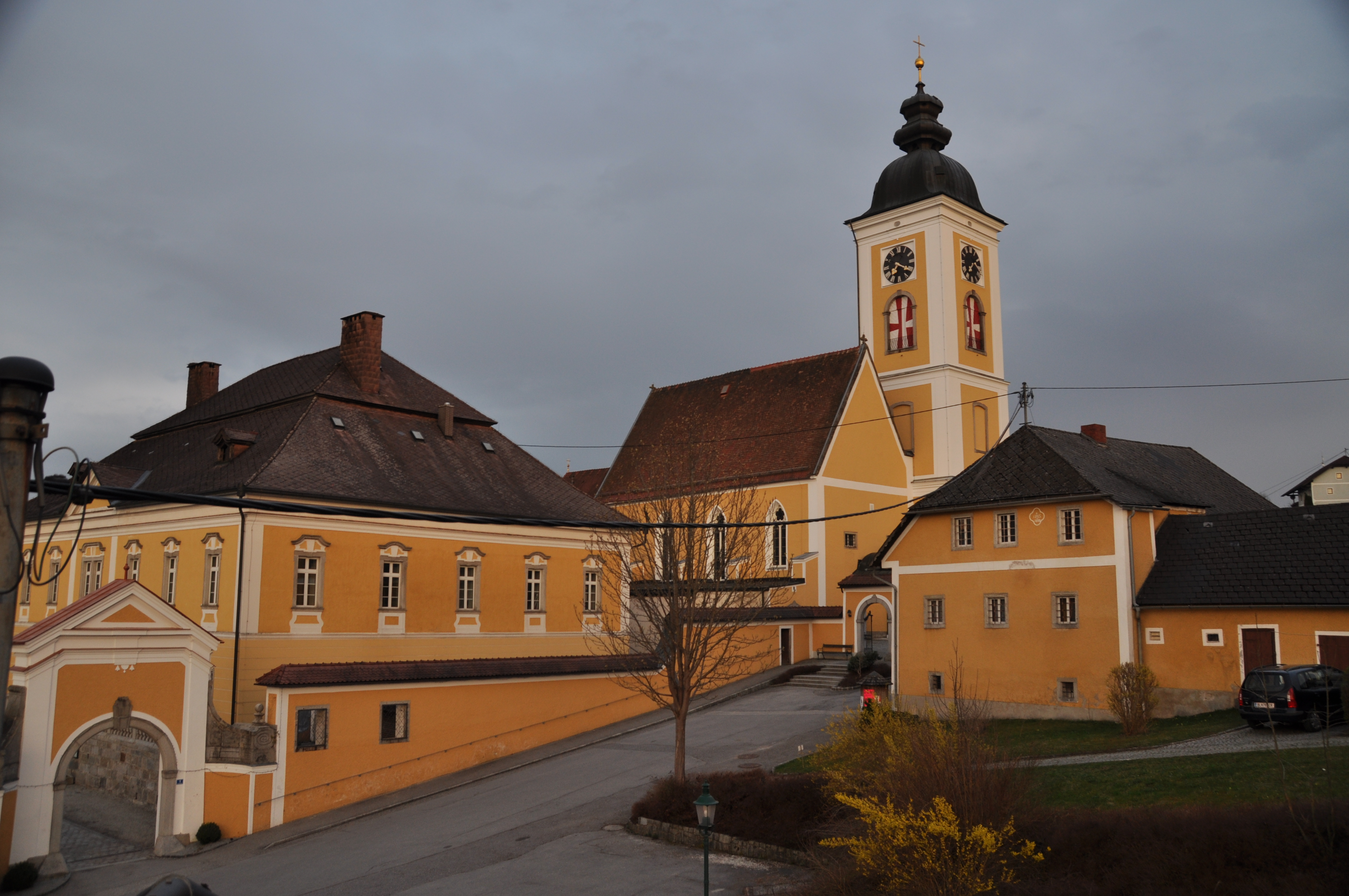
Pfarrkirche Niederwaldkirchen, links der vorgelagerte ummauerte Pfarrhof

- Katholische Pfarrkirche Niederwaldkirchen Mariä Himmelfahrt

## Wirtschaft und Infrastruktur

### Wirtschaftssektoren
Von den 125 landwirtschaftlichen Betrieben des Jahres 2010 waren 59 im Haupterwerbsbauern. Diese bewirtschafteten 69 Prozent der Flächen. Im Produktionssektor arbeiteten 65 Erwerbstätige im Bereich Herstellung von Waren, 9 in der Bauwirtschaft und je 1 in den Bereichen Energieversorgung und Wasserver- und Abfallentsorgung. Die wichtigsten Arbeitgeber des Dienstleistungssektors waren die Bereiche Handel (110), freiberufliche Dienstleistungen (108) und soziale und öffentliche Dienste (92 Mitarbeiter).
| Wirtschaftssektor            | Anzahl Betriebe | Anzahl Betriebe | Erwerbstätige | Erwerbstätige |
| Wirtschaftssektor            | 2011            | 2001            | 2011          | 2001          |
| ---------------------------- | --------------- | --------------- | ------------- | ------------- |
| Land- und Forstwirtschaft 1) | 125             | 147             | 92            | 88            |
| Produktion                   | 16              | 15              | 76            | 446           |
| Dienstleistung               | 70              | 30              | 374           | 339           |

1) Betriebe mit Fläche in den Jahren 2010 und 1999

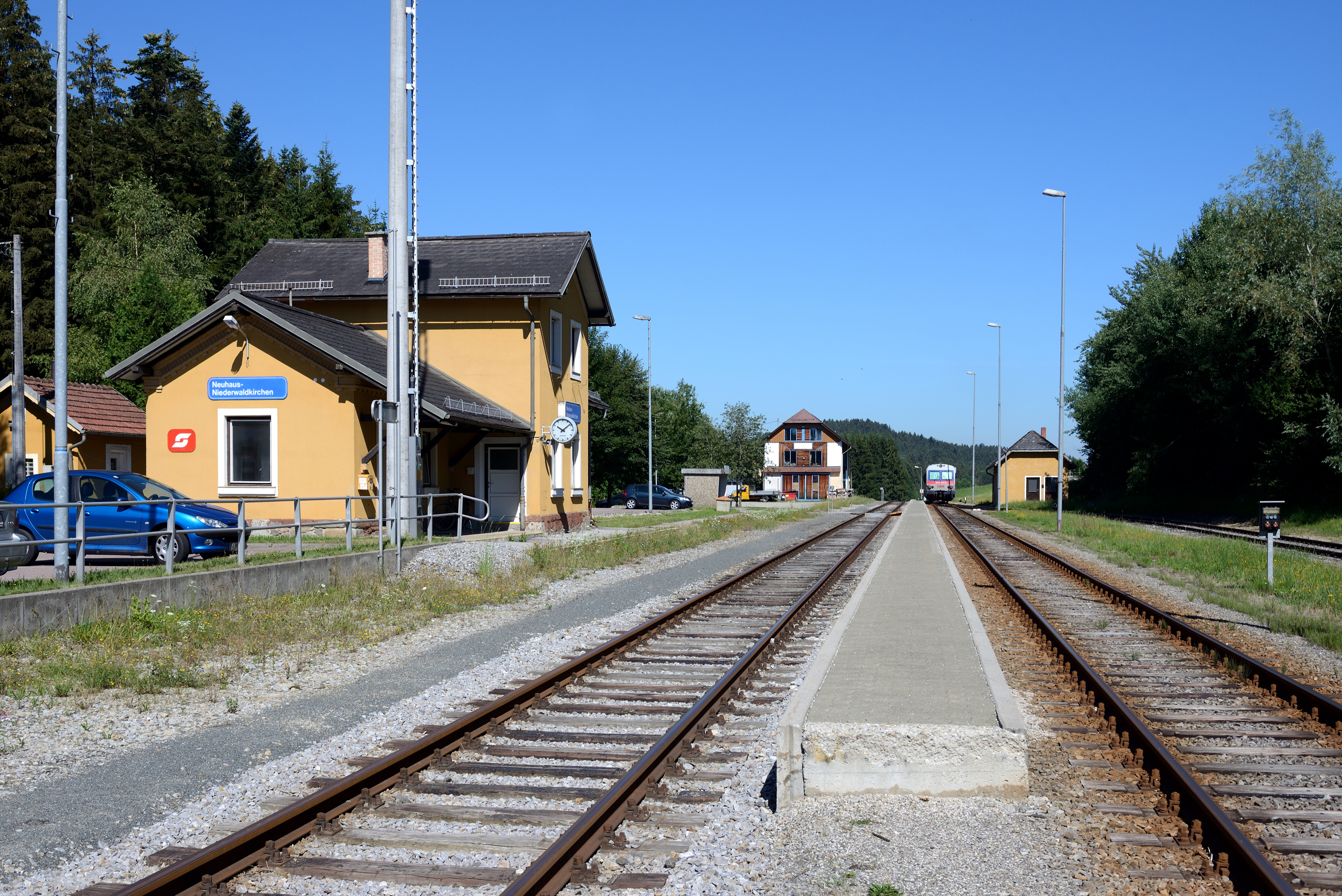
Bahnhof Neuhaus-Niederwaldkirchen

### Verkehr
- Öffentlicher Verkehr: Durch den Westen des Gemeindegebietes verläuft die Bahnlinie von Rohrbach-Berg nach Linz mit den zwei Haltestellen Kleinzell im Mühlkreis und Neuhaus-Niederwaldkirchen. Kürzere Intervalle bieten Busverbindungen.[10]
- Straße: Die wichtigste Straßenverbindung ist die Rohrbacher Straße B127 von Aigen im Norden des Mühlviertels nach Linz.

## Politik

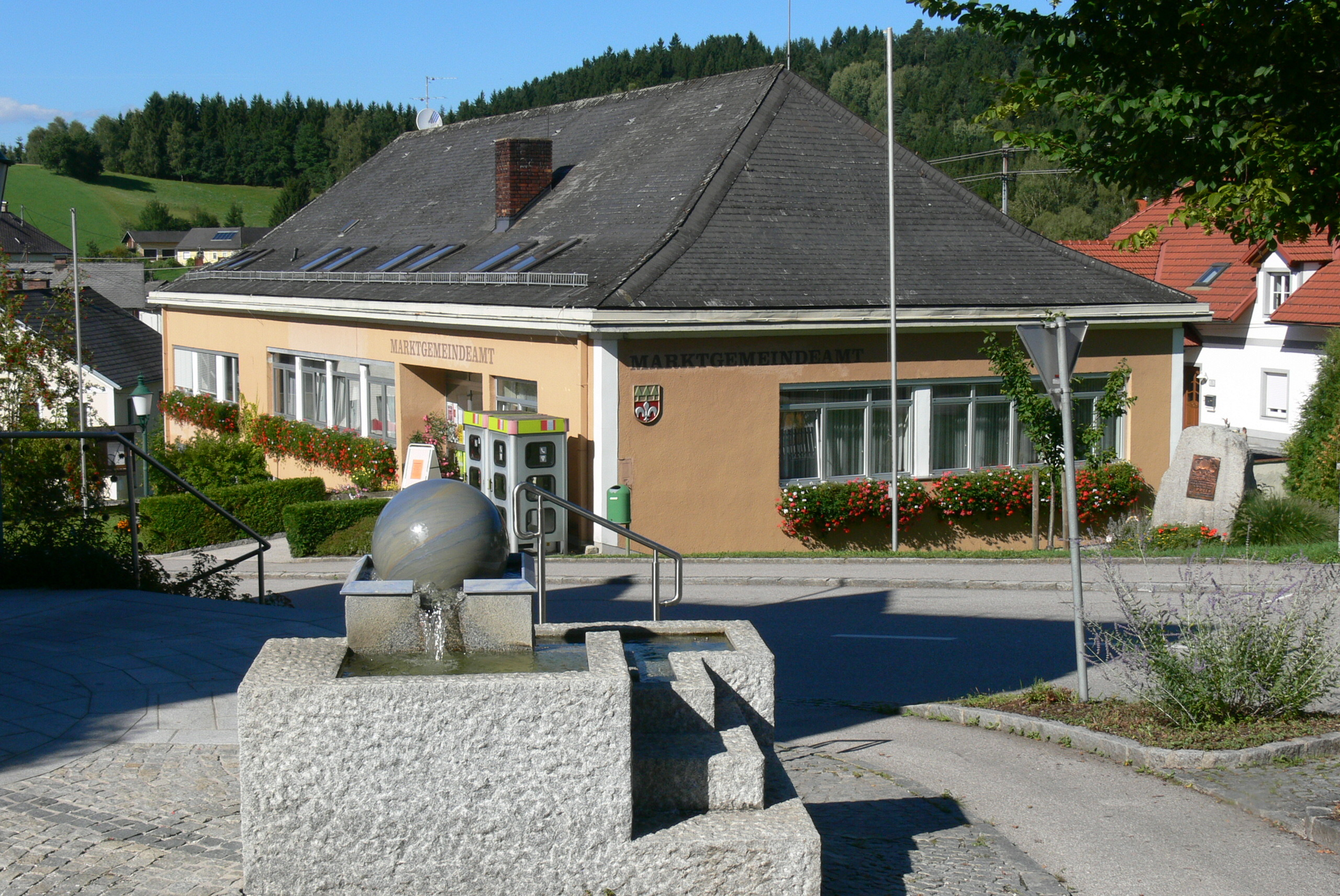
Gemeindeamt

### Gemeinderat
Der Gemeinderat als oberstes Gremium der Gemeinde umfasst 19 Sitze und wird alle sechs Jahre im Zuge oberösterreichweiter Gemeinderatswahlen gewählt. Der Gemeindevorstand setzt sich aus fünf Mitgliedern zusammen, wobei die Österreichische Volkspartei (ÖVP) nach der Gemeinderatswahl 2009 mit dem Bürgermeister, dem Vizebürgermeister und zwei weiteren Mitgliedern im Gemeindevorstand vertreten ist und damit in diesem Gremium die absolute Mehrheit stellt. Die Sozialdemokratische Partei Österreichs (SPÖ) entsendet ein weiteres Mitglieder.
Stärkste Fraktion im Gemeinderat von Niederwaldkirchen ist seit jeher die ÖVP, die in der Zeit seit 1945 immer die absolute Stimmen- und Mandatsmehrheit erzielte bzw. großteils sogar über eine Zweidrittelmehrheit verfügte. 1949 kam die ÖVP mit 99,6 Prozent auf ihr bisher bestes Ergebnis, 2003 verzeichnete sie mit 60,9 Prozent ihr schlechtestes Ergebnis. Bis 1991 verfügte die ÖVP dabei über mehr als drei Viertel der Stimmen bei Gemeinderatswahlen, seit 1997 kam sie auf Werte zwischen 60,9 und 68,7 Prozent. Zweitstärkste Partei im Gemeinderat von Niederwaldkirchen war seit 1945 immer die SPÖ, die auf Ergebnisse zwischen 0,4 und 39,1 Prozent kam. Dabei schloss die SPÖ bei Gemeinderatswahlen bis in die 1990er Jahre immer unter 20 Prozent Stimmenanteil ab, bevor sie 2003 erstmals die 30-Prozent-Marke übersprang. Die Freiheitliche Partei Österreichs (FPÖ) war lediglich 1979 sowie zwischen 1991 und 2003 im Gemeinderat vertreten. Bei den Gemeinderatswahlen, an denen die FPÖ teilnahm, kam sie auf Ergebnisse zwischen 7,3 und 12,8 Prozent. Ansonsten kandidierte mit Ausnahme der KPÖ 1945 keine Weitere Partei oder Liste bei Gemeinderatswahlen in Niederwaldkirchen.
- Mit den Gemeinderats- und Bürgermeisterwahlen in Oberösterreich 1997 hatte der Gemeinderat folgende Verteilung: 14 ÖVP, 3 SPÖ und 2 FPÖ.[12]
- Mit den Gemeinderats- und Bürgermeisterwahlen in Oberösterreich 2003 hatte der Gemeinderat folgende Verteilung: 12 ÖVP und 7 SPÖ.[13]
- Mit den Gemeinderats- und Bürgermeisterwahlen in Oberösterreich 2009 hatte der Gemeinderat folgende Verteilung: 13 ÖVP, und 6 SPÖ.[14]
- Mit den Gemeinderats- und Bürgermeisterwahlen in Oberösterreich 2015 hatte der Gemeinderat folgende Verteilung: 14 ÖVP und 5 SPÖ.[15]
- Mit den Gemeinderats- und Bürgermeisterwahlen in Oberösterreich 2021 hat der Gemeinderat folgende Verteilung: 13 ÖVP, 4 SPÖ und 2 FPÖ.[16]

### Bürgermeister
Der Bürgermeister wird seit 1997 in einer Direktwahl bestimmt, wobei es bei keiner absoluten Mehrheit für einen Kandidaten zu einer Stichwahl kommt. Die erste Direktwahl konnte der seit 1991 amtierende Bürgermeister Franz Haugeneder (ÖVP) mit 79,1 Prozent gegen den Kandidaten der SPÖ im ersten Wahlgang entscheiden. Auch 2003 wurde Haugeneder im ersten Wahlgang bestätigt, wobei er jedoch nur noch 56,8 Prozent erreichen konnte. Sein Nachfolger Erich Sachsenhofer (ÖVP) konnte 2009 65,8 Prozent auf sich vereinen, wobei sowohl 2003 als auch 2009 nur ein Kandidat der SPÖ gegen den ÖVP-Kandidaten antrat.
Bürgermeister seit 1850:
| Amtszeit  | Name                | Amtszeit  | Name                    |
| --------- | ------------------- | --------- | ----------------------- |
| 1850–1861 | Georg Füreder       | 1931–1938 | Josef Pühringer         |
| 1861–1864 | Johann Wakolbinger  | 1938–1945 | Josef Silber            |
| 1864–1867 | Johann Kitzmüller   | 1945–1949 | Josef Pühringer         |
| 1867–1873 | Johann Wakolbinger  | 1949–1955 | Franz Gruber            |
| 1873–1879 | Johann Kitzmüller   | 1955–1967 | Ferdinand Gilhofer      |
| 1879–1885 | Mathias Walchshofer | 1967–1973 | Johann H. Rammerstorfer |
| 1885–1900 | Johann Kitzmüller   | 1973–1991 | Franz Leitgeweger       |
| 1900–1906 | Franz Pühringer     | 1991–2009 | Franz Haugeneder        |
| 1906–1909 | Josef Leitner       | 2009–2021 | Erich Sachsenhofer      |
| 1909–1913 | Johann Höglinger    | 2021–     | Harald Haselmayr        |
| 1913–1924 | Markus Neumüller    |           |                         |

### Sonstige Wahlen
Wie bei Gemeinderatswahlen dominiert die ÖVP auch bei Landtagswahlen in der Gemeinde, wenngleich die Dominanz der Volkspartei etwas zurückgegangen ist. Dennoch konnte die ÖVP im Zeitraum ab 1973 immer stimmenstärkste Partei werden, vor 2003 verfügte sie sogar über eine Zweidrittelmehrheit. Ihr bestes Ergebnis erreichte die ÖVP zwischen 1973 und 2009 im Jahr 1973 mit 85,2 Prozent, seitdem verlor sie nahezu sukzessive an Stimmenanteilen, wobei sie 2003 mit 61,5 Prozent ihr bisher niedrigstes Ergebnis einfuhr. Zweitstärkste Partei war bei Landtagswahlen immer die SPÖ, die Wahlergebnisse zwischen 12,1 und 25,1 Prozent für sich verbuchen konnte. Ihr bestes Ergebnis hatte die SPÖ dabei 2003, ihr schlechtestes 1991 bzw. 1985. Drittstärkste Partei war bis 1997 die FPÖ, die im Zeitraum ab 1973 zwischen 1,1 und 12,2 Prozent erzielte. Ihr bestes Ergebnis hatte die FPÖ dabei 1997. 2003 wurde die FPÖ jedoch von den Grünen als drittstärkste Partei bei Landtagswahlen abgelöst. Bei der letzten Landtagswahl 2009 kam die ÖVP mit 63,9 Prozent auf den ersten Platz. Die SPÖ kam nur noch auf 16,0 Prozent und musste damit rund 9 Prozent ihrer Stimmenanteile abgeben. Die FPÖ konnte die Grünen mit 9,7 Prozent wieder überholen, während die Grünen mit 6,9 Prozent ihr zweitbestes Ergebnis verbuchten.

### Wappen
Das Wappen wurde der Gemeinde Niederwaldkirchen am 19. Oktober 1970 durch die oberösterreichische Landesregierung verliehen. Die Blasonierung des Wappens lautet: Geteilt; oben in Gold drei grüne Tannen, unten in Rot eine silberne, heraldische Lilie. Die drei Tannen stehen als sprechendes Symbol für den Ortsnamen, während die Lilie das Marienpatrozinium dieser ältesten Florianer Stiftspfarre versinnbildlicht. Der Entwurf des Wappens stammt von Johann Herbert Rammerstorfer aus Niederwaldkirchen. Der Gemeinderat von Niederwaldkirchen legte mit Gemeinderatsbeschluss vom 20. Dezember 1974 die Gemeindefarben mit Grün-Gelb-Rot fest, wobei dieser Beschluss von der oberösterreichischen Landesregierung vom 16. Juni 1975 bestätigt wurde.

## Persönlichkeiten

### Söhne und Töchter der Gemeinde
- Franz Xaver Hofer (1942–2012), Pädagoge und Schriftsteller
- Anna-Maria Hochhauser (* 1956), Generalsekretärin der Wirtschaftskammer Österreich
- Josef Reiter (* 1959), österreichischer ehemaliger Judoka und Bronzemedaillen-Gewinner bei den Olympischen Spielen 1984 in Los Angeles
- Bernhard Rammerstorfer (* 1968), Autor und Filmproduzent
- Sabine Lindorfer (* 1975), Miss Austria

### Mit der Gemeinde verbundene Persönlichkeiten
- Josef Eidenberger (1899–1991), Maler